# Attenkirchen
Attenkirchen è un comune tedesco di 2 608 abitanti, situato nel land della Baviera.